# Barbudinho-do-tepui
Barbudinho-do-tepui (nome científico: Phylloscartes chapmani) é uma espécie de ave da família dos tiranídeos. É encontrada na Guiana, Brasil, e Venezuela.